# Myricaceae
Famille
Classification APG III (2009)
La famille des Myricaceae, ou myricacées en français, regroupe des plantes dicotylédones ; elle comprend 40 espèces réparties en 4 genres. 
Ce sont des arbres ou des arbustes, certains à feuilles persistantes, largement répandus sauf en Afrique du Nord.
On rencontre les genres :
- Canacomyrica
- Comptonia avec la comptonie voyageuse (Comptonia peregrina)
- Gale
- Myrica, certaines espèces fournissent de la cire parfumée, des fruits comestibles et sont une source de tanin.
- Morella, avec l'arbre à suif par exemple.

En France, c'est la famille du piment royal (Myrica gale) au feuillage fortement aromatique.

## Désignation

### Étymologie
Le nom vient du genre type Myrica dérivé de l’ancien grec μυρίκη / myrike, tamaris, lui-même dérivé de μύρωμα / myroma, huile parfumée, parfum, en référence aux arômes dégagés par les feuilles de la plante.

### Noms vernaculaires
Le Myrica gale est affublé de nombreux noms vernaculaires : « myrique baumier », « myrte des marais », « myrte du brabant » ou encore en Amérique du Nord francophone « piment royal », « bois-sent-bon », « myrte bâtard », « lorette », « galé odorant », « piment aquatique », etc.

## Classification
En Classification de Cronquist cette famille fait partie de l'ordre des Myricales.
La classification phylogénétique a supprimé cet ordre et place cette famille dans celui des Fagales.

## Liste des genres
Selon Angiosperm Phylogeny Website (30 mai 2010) :
- Canacomyrica
- Comptonia
- Myrica

Selon NCBI (30 mai 2010) :
- Canacomyrica
- Comptonia
- Morella
- Myrica

Selon DELTA Angio (30 mai 2010) :
- Canacomyrica
- Comptonia
- Gale
- Myrica

Selon ITIS (30 mai 2010) :
- Comptonia L'Hér. ex Ait.
- Gale
- Morella Lour.
- Myrica L.

## Liste des espèces
Selon NCBI (30 mai 2010) :
- genre Canacomyrica
  - Canacomyrica monticola
- genre Comptonia
  - Comptonia peregrina
- genre Morella
  - Morella adenophora
  - Morella brevifolia
  - Morella californica
  - Morella caroliniensis
  - Morella cerifera
  - Morella cordifolia
  - Morella diversifolia
  - Morella esculenta
  - Morella faya
  - Morella humilis
  - Morella inodora
  - Morella integra
  - Morella javanica
  - Morella kraussiana
  - Morella nagi
  - Morella nana
  - Morella parvifolia
  - Morella pavonis
  - Morella pilulifera
  - Morella pubescens
  - Morella punctata
  - Morella quercifolia
  - Morella rivas-martinezii
  - Morella rubra
  - Morella salicifolia
  - Morella serrata
  - Morella spathulata
- genre Myrica
  - Myrica esculenta
  - Myrica gale
  - Myrica hartwegii